# Fenomeen

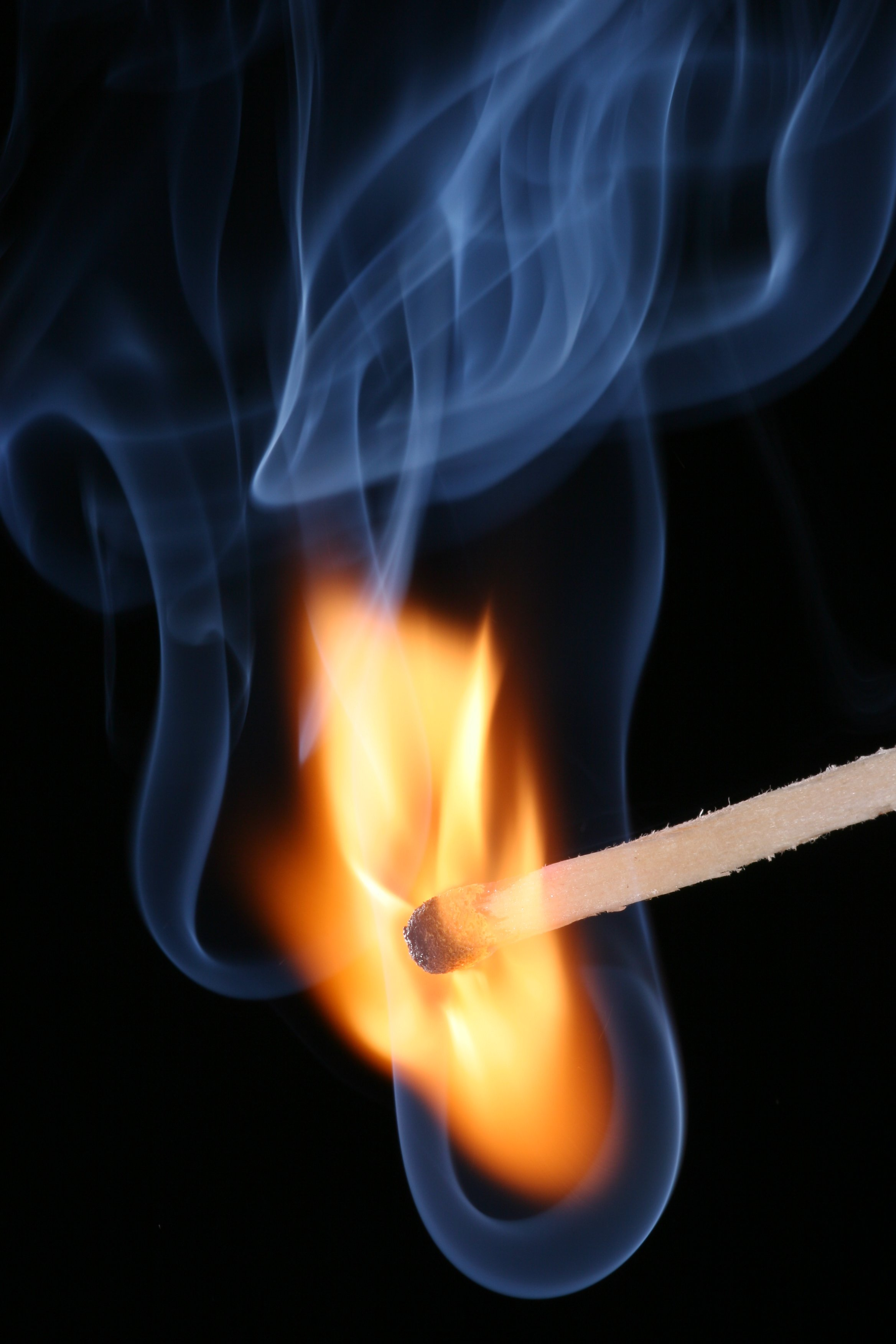
Het aansteken van een lucifer is een observeerbare gebeurtenis en daarom een fenomeen

Een fenomeen of verschijnsel (van het Griekse φαινόμενον, phainomenon, iets wat gezien kan worden) is een observeerbare gebeurtenis, in het bijzonder een opmerkelijke gebeurtenis.

## Kant
Het concept 'fenomeen' heeft een specifieke betekenis in de filosofie van Immanuel Kant. In Kritik der reinen Vernunft plaatst hij de term 'fenomeen' tegenover 'noumenon'. Fenomenen beschrijven de wereld zoals we deze ervaren en staan tegenover de wereld zoals zij onafhankelijk van onze ervaringen bestaat (Ding an sich). Mensen kunnen, volgens Kant, niet de ware aard van dingen kennen, alleen de dingen zoals ze ervaren worden. Zo zou filosofie — de term 'filosofie' verwees in de tijd van Kant naar wat we nu 'wetenschap' noemen — zich bezig moeten houden met het begrijpen van fenomenen.
De theorie van Kant heeft geleid tot een traditie in de filosofie die fenomenologie wordt genoemd. Belangrijke vertegenwoordigers in de fenomenologie zijn onder andere Georg Wilhelm Friedrich Hegel, Edmund Husserl, Martin Heidegger, Maurice Merleau-Ponty en Jacques Derrida.
Kants beschrijving van fenomenen wordt ook als invloedrijk beschouwd in de ontwikkeling van psychodynamische modellen in de psychologie en van theorieën die de wijze beschrijven waarop de hersenen, verstand en de externe wereld met elkaar in interactie zijn.

## Algemeen gebruik
In het algemeen, los van de gespecialiseerde (filosofische) betekenis, staat 'fenomeen' voor 'iedere observeerbare gebeurtenis'. Fenomenen maken wetenschappelijke informatie mogelijk. In een poging fenomenen te verklaren zoals aardbevingen, bliksem, regen, vuur, zonlicht, onweer en roest heeft dat geleid tot de ontwikkeling van de moderne wetenschap. Fenomenen worden vaak uitgebuit door technologie.
Op bijna ieder vakgebied is het mogelijk om fenomenen op te sommen die specifiek voor dit vakgebied relevant zijn. Bijvoorbeeld, in het geval van optica en licht, zijn observeerbare fenomen te vatten onder het onderwerp optische fenomenen.
Sommige observeerbare gebeurtenissen worden als alledaags beschouwd, andere zijn alleen mogelijk met zorgvuldige manipulatie door middel van dure en gevoelige apparatuur. Sommige maken deel uit van belangrijke experimenten die tot grote ontdekkingen geleid hebben.